# 이 (괘)
이(離)는 팔괘의 하나이다. 점괘의 형태는 이며, 첫효는 양, 제2효는 음, 제3효는 양으로 구성된다. 또는 육십사괘의 하나이며, 이위화. 이하이상으로 구성된다.

## 괘상
외측에 양강의 점괘, 안쪽에 음유의 점괘가 있다. 원의는 「일견 밝지만 가운데는 어둡다」. 또 「두 개의 것이 하나를 끼워 서로 마주 본다」이다. 즉 불·려·치·목·심장·유방·화려함·중녀·이별 대립·분쟁·외관·빨강(보라)색 등을 상징한다. 방위로서는 남쪽(지지에서는 오)을 나타낸다.
납갑에서는 기, 오행의 흙, 오방의 중이 맞혀진다.

## 선천도
복희선천 팔괘에서의 순서는 3이며, 방위는 4정괘의 한 살로 동쪽에 배치된다. 음양 소식은 2양으로 진 점괘에 뒤잇는다.